# Nicolò Voltan
Nicolò Voltan (Albignasego, 7 marzo 1938) è un imprenditore e dirigente sportivo italiano.
È stato il presidente del Calcio Padova dal 1985 al 1986.

## Biografia
Imprenditore nel campo vinicolo, entra nel Calcio Padova nel 1971. Nel 1979 assieme ad una cordata di padovani di cui fanno parte anche Marco Amaldolesi, Gastone Zanon e Antonio Pilotto rileva il 60% del pacchetto azionario della società biancoscudata da Giuseppe Farina. Dopo l'illecito sportivo nel Caso Padova, diventa il presidente della ricostruzione. Ha guidato la squadra ancora scossa dalla retrocessione, fino all'arrivo di Marino Puggina. Dopo una partenza stentata risolleva la squadra che ottiene dei buoni risultati ma manca l'obiettivo principale della promozione in Serie B.
Rimane uno dei presidenti più stimati dalla tifoseria biancoscudata.

## Fonti
- Biancoscudo, cent'anni di Calcio Padova, a cura di Massimo Candotti e Carlo Della Mea (contributi di Paolo Donà, Gabriele Fusar Poli, Andrea Pistore, Marco Lorenzi e Massimo Zilio), EditVallardi 2009.